# Lorenzo Bernucci
Lorenzo Bernucci (ur. 15 września 1979 w Sarzana), włoski kolarz szosowy.
Od 2002 jest kolarzem zawodowym, reprezentował barwy grupy Landbouwkrediet-Colnago, od 2005 jeździ w grupie Fassa Bortolo. W 2000 zdobył brązowy medal mistrzostw świata w wyścigu ze startu wspólnego w kategorii do 23 lat. Jednym z jego największych osiągnięć w kolarstwie zawodowym jest wygrana VI etapu Tour de France 2005; zajął ponadto 2. miejsce na VII etapie Tour de Suisse 2005. W sezonie 2006 reprezentuje barwy T-Mobile Team.